# Hrvatska koalicija (2006.)
Hrvatska koalicija je naziv za koaliciju HDZ-a BiH, HSP-a BiH i HNZ-a za parlamentarne izbore u Bosni i Hercegovini 2006. Bila je suprotstavljena koaliciji Hrvatsko zajedništvo. Osvojila je najveći broj glasova i zastupničkih mandata među Hrvatima u BiH, ali se nakon izbora razilazi i za izbore 2010. HSP i HNZ nalaze se na suprotnoj strani HDZ-u.

## Također pogledajte
- Hrvatsko zajedništvo
- Hrvatska koalicija (2002.)
- Hrvatska koalicija (2010.)